# Novo Selo, Želino
Novo Selo (makedonska: Ново Село) är en ort i Nordmakedonien. Den ligger i kommunen Želino, i den nordvästra delen av landet, 23 km väster om huvudstaden Skopje. Novo Selo ligger 539 meter över havet och antalet invånare är 552.